# Maltypus kubani
Maltypus kubani es una especie de coleóptero de la familia Cantharidae.

## Distribución geográfica
Habita en Tailandia.